# Miagrammopes rimosus
Miagrammopes rimosus là một loài nhện trong họ Uloboridae.
Loài này thuộc chi Miagrammopes. Miagrammopes rimosus được Eugène Simon miêu tả năm 1886.